# Ferdinand Konrad Quast

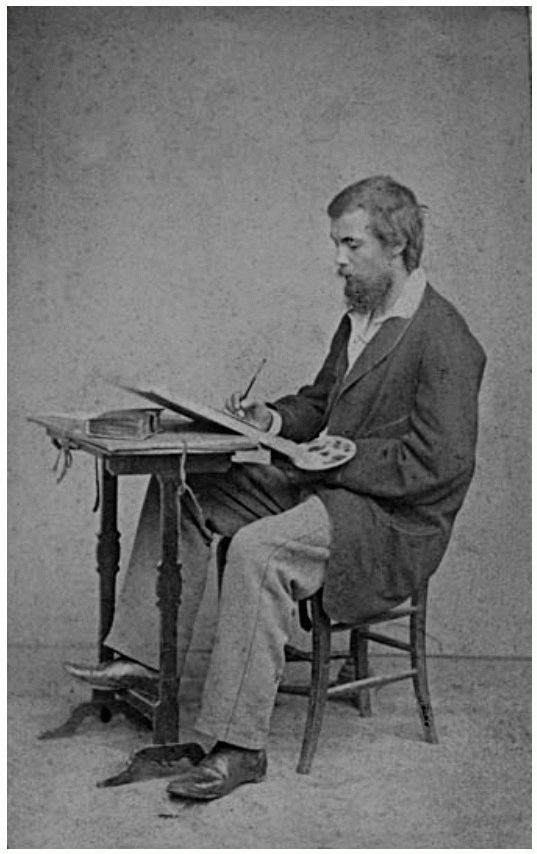
Ferdinand Konrad Quast (kolem roku 1871)

Ferdinand Konrad Quast (24. září 1843 Praha – 7. ledna 1877 Sušice) byl český fotograf a malíř. Jako profesionální fotograf druhé poloviny 19. století působil v Praze, Písku a v Sušici.
Patřil k prvním historicky významným sušickým fotografům. V letech 1875 až 1877 provozoval v Sušici fotografický ateliér, který byl píseckou pobočkou rodinného ateliéru Quastů. Ferdinand Konrad Quast pocházel z umělecké rodiny Quastů, jeho otcem byl český malíř Jan Zachariáš Quast, jeho dědečkem byl malíř porcelánu Konrád Ferdinand Quast.

## Životopis
Ferdinand Konrad Quast byl nejstarším synem Jana Zachariáše Quasta. Jakým způsobem získal vyučení na fotografa a ani kde nabyl fotografickou praxi, není známo, ale již v roce 1866 byl v souvislosti s vydáním pasu uváděn (v Univerzálním registru uloženém v Archivu hlavního města Prahy) jako „Fotograf, Maler“ (malíř). Dne 15. května 1869 mu pražský magistrát povolil zřízení fotoateliéru a tato jeho kladně vyřízená žádost byla zanesena do živnostenského rejstříku pod číslem 418. Po dvou letech podnikání se úředně vzdal svého pražského fotoateliéru a Prahu opustil. Jeho odchod z Prahy souvisel zcela určitě s otevřením rodinného fotografického ateliéru v Písku, kde pracoval jeho otec a někteří jeho sourozenci. V píseckém fotoateliéru rodiny Quastů patřil k vůdčí osobnosti především pro své velké zkušenosti s fotografováním. Dne 29. dubna 1874 se v Písku oženil s Marií Hadisovou. Přibližně v roce 1875 rozšířil podnikání ve fotografickém oboru o pobočku v Sušici, kam se též později přestěhoval. Kromě ateliérových snímků pořizoval i záběry Sušice, jakož i krajin a sídel v okolí města. V Sušici zemřel v roce 1877 a ve vedení sušického ateliéru dále pokračoval jeho bratr Gustav Adolf Quast.